# Josef Abrhám
Josef Abrhám (Zlín, 1939. december 14. – Mělník, 2022. május 16.) cseh színész.

## Életpályája
Prágában folytatott színi tanulmányokat, majd ugyanitt szerepelt a Vígjáték Színház tagjaként. Az 1960-as évektől kezdett filmezni; fiatal hősöket alakított. 1963-1982 között a prágai dráma klub vezető alakja volt.

## Magánélete
1976-ban házasságot kötött Libuše Šafránková (1953–2021) színésznővel.

## Filmjei
- A hamis alibi (1961)
- A mennyezet (1962)
- A prágai tréfacsináló (1962)
- Transzport a paradicsomból (1963)
- Mindennapi bátorság (1964)
- Sikoly (1966)
- Happy End (1967)
- Dita Saxova (1968)
- Panzió szabad urak számára (1968)
- 322 (1969)
- Prágai éjszakák (1969)
- A sztár (1969)
- Valéria és a csodák hete (1970)
- A szép dragonyos hálójában (1970)
- Megölni való lány (1976)
- Fiacskám, én készültem! (1976)
- Kórház a város szélén (1978-1981)
- Gömbvillám (1979)
- Főúr, tünés! (1981)
- Hajmeresztő hajnövesztő (1984)
- Holnemvolt (1984)
- K. u. k. Szökevények (1986)
- Humberto cirkusz (1988)
- Vége a régi időknek (1989)
- Koldusopera (1991)
- Kafka (1991)
- A Mikulás itt jár-kel a városban (1992)
- Angyali szemek - Bambini di Praga (1993)
- Állj, mert nem találok! (1998)
- Szeretteink (1999)
- Kórház a város szélén 20 év múlva (2003)
- Szépség bajban (2006)
- Őfelsége pincére voltam (2006)